# Psychotria squamelligera
Psychotria squamelligera är en måreväxtart som beskrevs av Julian Alfred Steyermark. Psychotria squamelligera ingår i släktet Psychotria och familjen måreväxter. Inga underarter finns listade i Catalogue of Life.